# Franz Rieger (Orgelbauer)

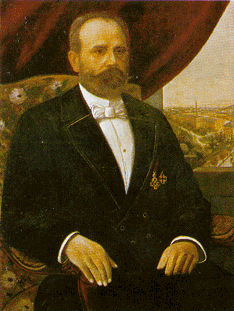
Franz Rieger

Franz Rieger (* 13. Oktober 1812 in Zossen, Kaisertum Österreich; † 29. Januar 1885 in Jägerndorf, Österreich-Ungarn) war ein Orgelbaumeister und der Begründer des im Orgelbau tätigen Unternehmens Franz Rieger & Söhne, Jägerndorf, auf das auch die Firma Rieger-Kloss zurückgeht.

## Biografie
Franz Rieger errichtete 1844 in Jägerndorf (Krnov) eine Orgelbauwerkstatt, nachdem er im selben Jahr nach seiner Lehre bei Josef Seyberth als geprüfter Meister aus Wien zurückgekehrt war. Für die Burgkirche in Jägerndorf baute Franz Rieger 1845 seine erste Orgel, ausgestattet mit 20 Registern, zwei Manualen und Pedal.
1852 erfolgte der Eintrag seines Unternehmens ins Handels- und Gewerbeadressbuch der österreichischen Monarchie. 1872 übergab er es seinen Söhnen Otto Anton Rieger (1847–1903) und Gustav Rieger (1848–1905). Bis 1880 wirkte er als Berater in der Firma weiter.
Verheiratet war Franz Rieger mit Rosalia geb. Schmidt, mit welcher er neun Kinder hatte. 1885 starb er an seinem Wohn- und Wirkungsort.